# Robert C. O'Brien
Robert Leslie Carroll Conly, meglio conosciuto con lo pseudonimo di Robert C. O'Brien (11 gennaio 1918 – 5 marzo 1973), è stato uno scrittore e giornalista statunitense per il National Geographic Magazine.

## Biografia
Nato in una colta famiglia di origini irlandesi, Robert Leslie Carroll Conly era il terzo di cinque figli. Durante la seconda guerra mondiale fu esonerato dalla leva poiché fisicamente inadeguato a seguito delle frequenti malattie avute da bambino; aveva avuto, inoltre, un esaurimento nervoso che aveva contribuito alla sua esclusione dal servizio militare.
Grazie al suo interesse per la musica e la letteratura, entrò al Williams College nel 1935 ma lasciò gli studi durante il secondo anno accademico. Frequentò successivamente per un breve periodo la Juilliard, poi l'Università di Rochester, dove si laureò in lettere nel 1940.
Robert Conly O'Brien si sposò nel 1943 con Sally McCaslin e dal matrimonio, durato per trent'anni fino alla morte dell'autore, nacquero un figlio e tre figlie, tra cui Jane Leslie Conly.

## Opere

### Giornalismo
Nel 1951, dopo aver trattato notizie sia nazionali che cittadine, iniziò a lavorare come editore e scrittore presso la National Geographic, un lavoro che lo avrebbe portato in giro per il mondo.

### Scrittore per ragazzi
Nel 1963 Robert Conly sviluppò un glaucoma. Si trasferì con la famiglia nei pressi del suo ufficio in conseguenza dell'impossibilità di guidare. Poiché questo evento gli fece risparmiare tempo decise di impiegarlo scrivendo storie per bambini.
Robert Conly, in tali libri, era solito firmarsi O'Brien. Ha scritto, in tutto, quattro opere per l'infanzia: The Silver Crown (1968); Mrs. Frisby and the Rats of NIMH (1971), che vinse nel 1972 la medaglia Newbery; A Report from Group 17 (1972); e il postumo Z for Zachariah (1975), il quale ricevette nel 1976 un Edgar Award come Miglior libro per ragazzi.

## Opere derivate

### Adattamenti cinematografici
Nel 1982 il suo racconto Mrs. Frisby and the rats of NIMH è stato adattato cinematograficamente nel film d'animazione Brisby e il segreto di NIMH, diretto da Don Bluth. Il film ebbe anche un sequel nel 1998, Il segreto di NIMH 2 - Timmy alla riscossa.
Nel 2009 la rivista di cinema The Hollywood Reporter ha annunciato che la Paramount Pictures ha acquistato i diritti d'autore sul libro Mrs. Frisby and the rats of NIMH e che sta sviluppando un possibile nuovo adattamento cinematografico, la cui sceneggiatura sarà scritta da Neil Burger e probabilmente il regista del film The Illusionist - L'illusionista ne firmerà la regia.
Nel 2015 esce il film Sopravvissuti, tratto dal romanzo Z for Zachariah.

### Seguiti diMrs. Frisby and the rats of NIMH
Spinta dal successo del film Brisby e il segreto di NIMH, la figlia di Robert C. O'Brien, Jane Leslie Conly, pubblicò due seguiti del premiato libro paterno con la medaglia Newbery: Racso and the Rats of NIMH (1986) e R-T, Margaret, and the Rats of NIMH (1990). Tali seguiti non hanno niente a che vedere con i film.

## Opere
- The Silver Crown, New York, Atheneum Books, 1968;
- Mrs. Frisby and the Rats of NIMH, New York, Atheneum Books, 1971;
- A Report from Group 17, New York, Macmillan Publishers, 1972;
- Z for Zachariah, New York, Atheneum Books, 1975.